# Seventh Dream of Teenage Heaven
Seventh Dream of Teenage Heaven é o álbum de estreia da banda Love and Rockets, lançado em 1985 pela gravadora Beggars Banquet Records. O álbum foi gravado nos estúdios Woodbine St. Studios.
Este álbum de estreia, embora inclua algumas sonoridades góticas da anterior banda dos seus seus músicos, os Bauhaus, marca uma separação ao incluir glam rock e psicadelismo.
| Críticas profissionais                                                      | Críticas profissionais |
| Avaliações da crítica                                                       | Avaliações da crítica  |
| Fonte                                                                       | Avaliação              |
| --------------------------------------------------------------------------- | ---------------------- |
| allmusic                                                                    | [ 2 ]                  |
| Esta tabela precisa de ser acompanhada por texto em prosa. Consulte o guia. |                        |

## Faixas

### LPoriginal de1985
1. "If There's a Heaven Above" – 4:57
2. "A Private Future" – 5:06
3. "The Dog-End of a Day Gone By" – 7:38
4. "The Game" – 5:09
5. "Seventh Dream of Teenage Heaven" – 6:37
6. "Haunted When the Minutes Drag" – 8:03
7. "Saudade" – 5:00

### CDde 1985 da RCA
1. "God & Mr. Smith" - 4:48
2. "A Private Future" - 5:05
3. "Dog-End of a Day Gone By" (Remix)* - 7:16
4. "The Game" - 5:02
5. "If There's a Heaven Above" - 4:55
6. "Inside the Outside" - 4:25
7. "Seventh Dream of Teenage Heaven" - 6:35
8. "Haunted When the Minutes Drag" - 7:59
9. "Saudade" - 4:55

### CD de2001
1. "If There's a Heaven Above" – 4:57
2. "A Private Future" – 5:06
3. "The Dog-End of a Day Gone By" – 7:38
4. "The Game" – 5:09
5. "Seventh Dream of Teenage Heaven" – 6:37
6. "Haunted When the Minutes Drag" – 8:03
7. "Saudade" – 5:00
8. "Ball of Confusion (That's What the World Is Today)" (12" UK Mix) – 7:20
9. "Inside the Outside" – 4:22
10. "If There's a Heaven Above" (12" UK Mix) – 7:00
11. "God and Mr. Smith" – 4:49
12. "Haunted When the Minutes Drag" (USA Mix) – 4:32
13. "If There's a Heaven Above" (Canada Mix) – 4:26

## Intérpretes
- Daniel Ash — vocais, guitarra e teclado
- David J — vocais, baixo, guitarra (em Saudade) e teclado
- Kevin Haskins — bateria e teclado
- John A. Rivers — teclado e cordas em Saudade